# Ken Sewell
Ken Sewell (Londres, Inglaterra, 1950) es un etólogo y entrenador canino inglés afincado en España. Autor de diversos libros sobre etología canina, ha colaborado en diversos medios audiovisuales.

## Historia
Ken Sewell es especialista en el comportamiento canino, rama de la disciplina llamada etología.
En 1974 creó la fórmula original de «enseñar al amo para que su perro aprenda», y fundó un equipo de adiestramiento a domicilio que revolucionó el ámbito del aprendizaje canino en todo el país. El 3 de junio de 1989 fue nombrado Académico Corresponsal de la Academia de Ciencias Veterinarias de Cataluña por su labor en este campo.
Durante estos años ha colaborado asiduamente con varias publicaciones. Desde entonces colabora asiduamente con facultades universitarias, enciclopedias, revistas técnicas y de divulgación, ayuntamientos, prensa y medios de comunicación, para orientar tanto a profesionales como a aficionados en cuestiones de conducta canina.
En 1991 publicó Del Bosc al Saló, editado por el Ayuntamiento de Barcelona, Área de Salud Pública. Entre 1990 y 1992 publicó dos libros: Así es su perro y Así aprende su perro, que han superado los 15 000 ejemplares vendidos, convirtiéndose a la vez en best-sellers y clásicos de su especialidad.
Ken Sewell ha resuelto más de doce mil casos durante los últimos cuarenta años, lo cual constituye una experiencia única que avala su trabajo profesional. En el año 2000 fue nombrado Director del Círculo Darwiniano de Hóminid, grupo de Orígenes Humanos de la Universidad de Barcelona, por su labor de divulgación científica.
En 2011 el programa Bestial de la Sexta Televisión grabó una serie de entrevistas y trabajos en curso. También colabora con la revista Animalia.
En el año 2012 publicó sus dos últimos libros de la colección Adiestramiento que funciona: La obediencia básica y El comportamiento problemático, con la editorial Hispano Europea.
En marzo de este mismo año, además de las obligaciones relacionadas con su labor pedagógica habitual, Ken asumió un nuevo cometido como director técnico del programa de perros de asistencia de la Fundación Carla Bellmunt, una institución dedicada primordialmente a la preparación de perros de asistencia para niños que padecen trastornos del espectro autista. Falleció en junio del 2019.

## Libros
- Sewell, Ken (2011). Obediencia básica. Ed. Hispano Europea. España.
- Sewell, Ken (2011). Corazón canino. Descarga gratuita en . España.
- Sewell, Ken (2010). Breviario. Descarga gratuita en . España.
- Sewell, Ken (1990). Así aprende su perro. Ed. Hispano Europea. España.
- Sewell, Ken (1989). Así es su perro. Ed. Hispano Europea. España.